# Pukielewszczyzna
Pukielewszczyzna (biał. Пукелеўшчына, Pukieleuszczyna; ros. Пукелевщина, Pukielewszczina) – wieś na Białorusi, w obwodzie mińskim, w rejonie nieświeskim, w sielsowiecie Łań, nad Łanią i przy drodze republikańskiej R12.

## Historia
W XIX i w początkach XX w. położona była w Rosji, w guberni mińskiej, w powiecie słuckim.
W dwudziestoleciu międzywojennym zaścianek leżący w Polsce, w województwie nowogródzkim, w powiecie nieświeskim, w gminie Łań. W 1921 miejscowość liczyła 76 mieszkańców, zamieszkałych w 13 budynkach, w tym 40 Białorusinów i 36 Polaków. 43 mieszkańców było wyznania rzymskokatolickiego i 33 prawosławnego.
Po II wojnie światowej w granicach Związku Sowieckiego. Od 1991 w niepodległej Białorusi.